# Brian Dickson
Brian Dickson, né le 25 mai 1916 à Yorkton et mort le 17 octobre 1998 à Ottawa, est un juge canadien. Il fut juge de la Cour suprême du Canada de 1973 à 1990 et il en fut le juge en chef de 1984 à 1990.

## Biographie
Brian Dickson naît en 1916. Il est le fils de Thomas Dickson et de Sarah Elizabeth Gibson. Il étudie à l'université du Manitoba, où il obtient un baccalauréat en droit en 1938. Il pratique le droit commercial dans un cabinet à Winnipeg de 1945 à 1963. En 1967, il est nommé juge à la Cour d'appel du Manitoba.
En 1973, Il est nommé juge de la Cour suprême par le gouvernement de Pierre Trudeau. Il en est nommé juge en chef en 1984. Il prend sa retraite en 1990.